# 小野真紀子
小野 真紀子 （おの まきこ 1960年3月16日 - ）は、日本の実業家。

## 人物
1982年東京外国語大学外国語学部卒業後、サントリー入社。サントリーホールディングス常務を経て、2023年サントリー食品インターナショナル社長に就任。時価総額1兆円を超す企業の社長に女性が就くのは小野が初めてである。

## 経歴
- 1997年11月 - サントリー国際事業部課長
- 2001年3月- ハーゲンダッツジャパン株式会社 マーケティング本部エグゼクティブマネジャー
- 2006年3月　- ハーゲンダッツジャパン株式会社 専務取締役 マーケティング本部エグゼクティブマネジャー[2]
- 2010年4月 - サントリー酒類株式会社 執行役員、海外事業部副事業部長
- 2011年1月 - ロンドン支店長
- 2013年4月 - サントリー食品インターナショナル株式会社 執行役員、国際事業部副事業部長
- 2015年4月 - サントリー食品インターナショナル株式会社 執行役員、グローバル事業推進部長
- 2016年4月 - サントリーホールディングス株式会社 執行役員、人材開発本部長 兼 グローバル人事部長
- 2017年4月 - サントリー食品インターナショナル株式会社 常務執行役員、管理本部副本部長 兼 グローバルコーポレートコミュニケーション部長
- 2018年4月　- サントリー食品インターナショナル株式会社 常務執行役員、経営戦略・管理本部副本部長 兼 グローバルHR部長兼 グローバルコーポレートコミュニケーション部長
- 2019年4月 - サントリー食品インターナショナル株式会社 常務執行役員、マネジメント本部副本部長、グローバル HR 部長 法務・リスクマネジメント部担当
- 2020年4月 - Orangina Suntory France COO
- 2022年1月 - サントリーホールディングス株式会社 常務執行役員、サステナビリティ経営推進本部長[3]
- 2023年1月 - サントリー食品インターナショナル株式会社 専務執行役員[4]
- 2023年3月 - サントリー食品インターナショナル株式会社 代表取締役社長[5]